# 실라 (성경 인물)
실라 또는 실바노(공동번역), 실바누스(가톨릭), 실루아노(개신교)(코이네 그리스어: Σίλας/Σιλουανός; 서기 1세기)는 초기 기독교 공동체의 지도자중 하나로, 사도 바울로의 1, 2차 전도여행에 동행한 사람이다.

## 이름과 어원
실라는 네 개의 서신에서는 실바노로 표기되고, NIV를 비롯한 몇개의 번역에서는 한개의 서신에서 실라(Sillas)라고 표기한다. 바울로, 실라, 디모테오는 데살로니카에 보내는 두개의 편지의 공동저자로 언급된다. 고린도후서는 실라가 바울과 디모데와 함께 코린토스 교회에서 말씀을 전했으며(고후 1:19), 베드로전서는 실라를 두고 진실한 형제로 평가한다 (벧전 5:12).
그의 진짜 이름에 대해서는 의견이 갈린다. 이는 그가 사도행전에서는 실라로 언급되지만, 베드로전서와 바울 서신들에서는 "숲의 것"을 의미하는 로마의 신 실바누스의 이름으로 등장한다 (벧전 5:12). "실바노"가 "실라"를 로마화 한 것이거나, "실바노"가 "실라"의 그리스어 번역일 수 있다. 실라는 따라서 70제자의 실바누스와 동일인물로 여겨지기도 한다. 가톨릭 신학자 요셉 피츠미어(Joseph Fitzmyer)는 팔미라의 비문을 증거로 실라가 히브리어 "사울(שָׁאוּל)"의 번역어인 아람어 "세일라(שְׁאִילָא)"의 그리스어 번역이라고 주장한다.

## 성경의 이야기
실라는 사도행전 15장 22절에서 처음 등장하는데, 유다로 잘 알려져있는 유다 바르사빠와 그는 사도들과 원로들의 선택을 받고 바울로와 바르나바와 함께 예루살렘에서 안티오키아로 돌아간다. 실라와 유다는 형제들 중 지도자의 위치에 있었으며, 예언자이자 격려자였다고도 언급된다(행 15:32). 실라는 바울로에게 선택되어 그의 2차 전도여행에 동행하게 되는데, 이 때 바울로와 실라는 필립비에서 잠시 투옥되었다가 지진으로 쇠사슬이 풀리고 감옥문이 열리게 된다(행 16:25-37). 실라가 종종 풀어진 쇠사슬과 함께 그려지는 이유가 바로 여기에 있다.
사도행전 17-18장에서 실라와 디모테오는 바울로와 함께 필립비에서 데살로니카로 이동하는데, 데살로니카에서 그들은 시나고그의 일부 유대인들에게 공격을 받는다. 이 유대인들은 베뢰아까지 쫓아가 소란을 피워 바울로의 안전을 위협하는데, 이로 인해 바울로는 교우들에 의해 아테네로 피신하게 된다. 실라와 디모테오는 이때 같이 피신하지 못하고, 후에 코린토스에서 바울로와 다시 합류하게 된다 (행 18:5).
이러한 사건들은 서기 50년 즈음으로 추측되는데, 이는 사도행전 18장 12절에서 등장하는 지방총독 갈리오 안나이우스에 대한 비문인 델포이 비문을 통해 비정된 연도이다. 사도행전 18:6-7에서 바울로는 코린토스에서의 유대인 소요로 인해 더 이상 회당에 참석하지 못하게 되는데, 이후로 실라에 대해 사도행전은 더 이상 언급하지 않는다.

## 시성
미국 복음주의 루터교회의 루터교 성인 달력과 미국 성공회는 실라를 1월 26일에 디모테오, 디도와 함께 기념한다. 로마 가톨릭교회는 7월 13일에, 루터교회 미주리시노드는 2월 10일에 실라를 기념한다. 동방 정교회는 실라를 실바누스, 그레스겐스, 에베네도, 안드로니고와 함께 7월 30일에 기념하고, 모든 사도들을 1월 4일에 축일로 기념한다.

## 같이 보기
- 사도 바울로
- 바르나바
- 실바노의 가르침: 실바노가 썼다고 전해지는 나그함마디 문서의 위경[5].